# Déipülosz
Déipülosz, görög mitológiai alak, a trák király, Polümésztór fia. Apja rábízott ifjú sógorával, Polüdórosszal együtt nevelte fel, sőt Déipüloszt adta ki Polüdórosznak, hogy ha a nevelt gyermek meghalna, a sajátja léphessen helyébe, mint a királyra bízott kincsek gazdája. A mítosz egyik variánsa szerint amikor Polüdórosz (Agamemnón ígéretei hatására) beleegyezett, hogy megöli Priamosz utolsó élő leszármazottját, tévedésből saját gyermekét ölte meg.